# Городские населённые пункты Белгородской области
Белгородская область России включает 29 городских населённых пунктов, в том числе:
- 11 городов, среди которых выделяются:
  - 6 городов областного значения[2][4] (в списке выделены оранжевым цветом), из них в рамках организации местного самоуправления:  1 город (Белгород) образует отдельный городской округ и 5 городов входят в одноимённые городские округа;
  - 5 городов районного значения, из них в рамках организации местного самоуправления: 3 города входят в соответствующие городские округа и 2 города — в муниципальные районы;
- 18 посёлков городского типа, из них  в рамках организации местного самоуправления 15 пгт входят в муниципальные районы, 3 пгт — в городские округа.

## Города
| №  | название     | район / город (вне района) | мун.район /городской округ      | население (чел.) | основание / первое упоминание | статус города | герб | прежние названия                                    |
| -- | ------------ | -------------------------- | ------------------------------- | ---------------- | ----------------------------- | ------------- | ---- | --------------------------------------------------- |
| 1  | Алексеевка   | Алексеевский район         | Алексеевский городской округ    | ↘36 578          | 1860                          | 1926          |      |                                                     |
| 2  | Белгород     | город Белгород             | город Белгород, городской округ | ↘321 761         | 1596                          | 1596          |      |                                                     |
| 3  | Бирюч        | Красногвардейский район    | Красногвардейский мун.район     | ↘7114            | 1705                          | 2005          |      | Будённый (1919—1958), Красногвардейское (1958—2007) |
| 4  | Валуйки      | Валуйский район            | Валуйский городской округ       | ↘33 032          | 1593                          | 1797          |      |                                                     |
| 5  | Грайворон    | Грайворонский район        | Грайворонский городской округ   | ↘6179            | 1678                          | 1838          |      |                                                     |
| 6  | Губкин       | Губкинский район           | Губкинский городской округ      | ↘83 766          | 1939                          | 1955          |      | Коробково (до 1939)                                 |
| 7  | Короча       | Корочанский район          | Корочанский мун.район           | ↘5623            | 1637                          | 1708          |      |                                                     |
| 8  | Новый Оскол  | Новооскольский район       | Новооскольский городской округ  | ↘18 359          | 1647                          | 1779          |      | Царёв-Алексеев (до 1655)                            |
| 9  | Старый Оскол | Старооскольский район      | Старооскольский городской округ | ↘215 937         | 1593                          | 1596          |      | Оскол (до 1655)                                     |
| 10 | Строитель    | Яковлевский район          | Яковлевский городской округ     | ↘23 780          | 1958                          | 2000          |      |                                                     |
| 11 | Шебекино     | Шебекинский район          | Шебекинский городской округ     | ↘39 680          | 1713                          | 1939          |      |                                                     |

### Населённые пункты, утратившие статус города
Сохранились, но потеряли статус города:
- Богатый — ныне село Богатое. Город с 23 мая (3 июня) 1779 по 4 января 1926 года.
- Верхососенск — ныне село Верхососна. Город до 2-й половины XVIII века.
- Ливенск — ныне село Ливенка. Город с 1779 по 1862 год.
- Палатов — ныне село Палатово. Город до 2-й половины XVIII века.
- Хотмыжск — ныне село. Город до 1928 года.
- Яблонов — ныне село Яблоново. Город до 1779 года.

Прекратили существование:
- Болховец — прекратил существование. Город до 2-й половины XVIII века.
- Карпов — прекратил существование. Город до 1779 года.
- Нежегольск — прекратил существование. Город до 2-й половины XVIII века.
- Усерд — прекратил существование. Город до 2-й половины XVIII века.

## Посёлки городского типа
| №  | название         | район                | мун.район /городской округ  | население (чел.) | основание / первое упоминание | статус пгт | герб | прежние названия                               |
| -- | ---------------- | -------------------- | --------------------------- | ---------------- | ----------------------------- | ---------- | ---- | ---------------------------------------------- |
| 1  | Борисовка        | Борисовский район    | Борисовский мун.район       | ↘12 553          | 1695                          | 1959       |      |                                                |
| 2  | Вейделевка       | Вейделевский район   | Вейделевский мун.район      | ↗7347            | 1747                          | 1972       |      | Вышняя Ураевка                                 |
| 3  | Волоконовка      | Волоконовский район  | Волоконовский мун.район     | ↗10 426          | 1731                          | 1961       |      |                                                |
| 4  | Ивня             | Ивнянский район      | Ивнянский мун.район         | ↗7134            | 1762                          | 1971       |      | Переверзевка, Троицкое                         |
| 5  | Красная Яруга    | Краснояружский район | Краснояружский мун.район    | ↗7957            | 1681                          | 1958       |      |                                                |
| 6  | Маслова Пристань | Шебекинский район    | Шебекинский городской округ | ↘5916            | XVI век                       | 1984       |      | Пристань-на-Донце                              |
| 7  | Октябрьский      | Белгородский район   | Белгородский мун.район      | ↗8785            | 1846                          | 1938       |      | Воскресеновка (до 1935) Микояновка (1935—1958) |
| 8  | Пролетарский     | Ракитянский район    | Ракитянский мун.район       | ↗9040            |                               | 1938       |      | Готня (до 1938)                                |
| 9  | Прохоровка       | Прохоровский район   | Прохоровский мун.район      | ↗9790            | 1869                          | 1968       |      |                                                |
| 10 | Пятницкое        | Волоконовский район  | Волоконовский мун.район     | ↗4160            |                               | 1971       |      |                                                |
| 11 | Разумное         | Белгородский район   | Белгородский мун.район      | ↗28 192          | 1678                          |            |      |                                                |
| 12 | Ракитное         | Ракитянский район    | Ракитянский мун.район       | ↘10 048          | 1652                          | 1975       |      |                                                |
| 13 | Ровеньки         | Ровеньский район     | Ровеньский мун.район        | ↗10 939          | 1650                          | 1976       |      | Осиновый Ровенёк                               |
| 14 | Северный         | Белгородский район   | Белгородский мун.район      | ↗24 070          | 1947                          |            |      | поселок «Заготскотооткорм» (до 1968)           |
| 15 | Томаровка        | Яковлевский район    | Яковлевский городской округ | ↘7394            | 1658                          | 1968       |      |                                                |
| 16 | Уразово          | Валуйский район      | Валуйский городской округ   | ↘6570            | 1728                          | 1968       |      |                                                |
| 17 | Чернянка         | Чернянский район     | Чернянский мун.район        | ↘14 632          | 1647                          | 1958       |      | Ново-Ивановка                                  |
| 18 | Яковлево         | Яковлевский район    | Яковлевский городской округ | ↗2675            | 1652                          | 1959       |      |                                                |

### Населённые пункты, утратившие статус пгт
- Алексеевка — пгт с 1939 года. Преобразован в город в 1954 году.
- Красногвардейское — пгт с 1975 года. Преобразован в город в 2005 году[11].
- Губкин — пгт с 1939 года. Преобразован в город в 1955 году.
- Лебеди — пгт с 1960 года. Включён в черту города Губкина в 1961 году.
- Майский — пгт с 1986 года. Преобразован в сельский населённый пункт в 1994 году.
- Соцгородок — пгт с 1940 года. Включён в состав города Валуйки в 1966 году.
- Строитель — пгт с 1960 года. Преобразован в город в 2000 году[12].
- Троицкий — пгт с 1971 года. Преобразован в сельский населённый пункт в 2008 году.
- Шебекино — пгт с середины 1930-х годов. Преобразован в город в 1938 году.